# Гостиловичи (Минская область)
Гостиловичи (бел. Гасцілавічы) — агрогородок в Логойском районе Минской области Белоруссии, в составе Логойского сельсовета. Население 523 человека (2009).

## География
Гостиловичи находятся в 3 км к востоку от центра города Логойск. Село находится на Минской возвышенности, рядом с ним несколько холмов высотой 200—250 метров. Через село течёт река Гайна (бассейн Днепра). По северной окраине Гостиловичей проходит шоссе Р3 на участке Логойск — Зембин. C востока к Гостиловичам примыкает деревня Рудня.

## История
История Гостиловичей восходит к XIV веку, когда они были имением в Логойском княжестве. Первое упоминание о деревне датируется 1395 годом, когда она была подарена великим князем Витовтом виленскому воеводе Войтеху Монивиду.
В результате административно-территориальной реформы в Великом княжестве Литовском середины XVI века поселение вошло в состав Минского повета Минского воеводства. После второго раздела Речи Посполитой (1793) Гостиловичи оказались в составе Российской империи; в Борисовском уезде. В XIX веке принадлежала роду Тышкевичей. Большинство населения села исповедовали православие, однако из-за отсутствия своей церкви были прихожанами Свято-Николаевской церкви в Логойске.
В 1919 году Гостиловичи вошёл в БССР, с 20 августа 1924 года в Логойском сельсовете. В 1969 году здесь насчитывалось 120 дворов и 391 житель.

## Население

### Численность
- 2009 год — 523 жителей

### Динамика
- 2009 год — 523 жителей (перепись населения)

## Инфраструктура
Средняя школа, детский сад, дом культуры с кинозалом, библиотека, отделение связи, автозаправочная станция, магазин, деревенский стадион. Центр сельскохозяйственного предприятия СК «Логойский».